# El Anunciador: periódico semanal de anuncios
El Anunciador: periódico semanal de anuncios, avisos y notícias va ser una publicació periòdica apareguda a Reus el 1894.

## Història
Va ser imprès i editat per Josep Maria Sabater i portava un subtítol que deia: "Indicador de las profesiones y establecimientos más importantes de Reus, províncias y estrangero". Era una revista setmanal de distribució gratuïta i es repartia en els establiments "de más concurrencia de Reus y províncias y a la llegada de los trenes". Com a mínim s'edità un parell d'anys, el 1894 i 1895. En el primer editorial titulat "A lo que venimos" afirmen que ho publiquen no només per indicar els principals establiments de tots els rams a la ciutadania, sinó que proposen a pagesos, industrials i comerciants els mitjans necessaris "como son la publicidad y la economia" per donar a conèixer les professions, establiments, gèneres, articles y productes dels que disposin. Diuen també que la seva iniciativa ha tingut tan bona acollida ciutadana que els ha estat impossible encabir en el primer número tots els anuncis contractats, i encara menys les col·laboracions literàries, passatemps "agudezas", cosa que faran en el número següent, augmentant el nombre de pàgines si fos necessari.
El periodista i historiador reusenc Francesc Gras i Elies dona el nom de la impremta i diu que era sobretot un periòdic d'anuncis que no incloïa gaires col·laboracions literàries.
Portava il·lustracions, tenia un nombre variable de pàgines i mesurava normalment 40 centímetres, tot i que les dimensions variaven. Sempre va utilitzar la llengua castellana.

## Localització
- Una col·lecció a la Biblioteca Central Xavier Amorós de Reus[3]